# Monika Bessenrodt-Weberpals
Monika Bessenrodt-Weberpals ist eine deutsche Physikerin und Geschlechterforscherin.

## Biografie
Monika Bessenrodt-Weberpals absolvierte von 1974 bis 1980 ein Studium der Physik und Mathematik sowie Philosophie und Pädagogik an der Heinrich-Heine-Universität Düsseldorf, gefördert von der Studienstiftung des deutschen Volkes, das sie mit dem Diplom in Physik und dem Ersten Staatsexamen für Physik und Mathematik abschloss. 1984 promovierte sie in experimenteller Plasmaphysik. Von 1980 bis 2004 war sie wissenschaftliche Mitarbeiterin, unter anderem am SFB 162 für Plasmaphysik und am Max-Planck-Institut für Plasmaphysik in Garching. Dort forschte sie ab 1988 über die Dynamik von Tokamakplasmen und leitete von 1989 bis 2001 das Doktorandenkolloquium. 1990 habilitierte sie sich in Experimentalphysik und wurde 1996 zur außerplanmäßigen Professorin für Experimentalphysik an der Heinrich-Heine-Universität Düsseldorf berufen.
Seit 2004 ist sie Professorin für Physik und Geschlechterforschung an der Hochschule für Angewandte Wissenschaften Hamburg. 2007 wurde sie hier zusätzlich zur hauptamtlichen Vizepräsidentin für Studium und Lehre sowie Gleichstellung gewählt. Dieses Amt hatte sie bis zu ihrem Ruhestand am 31. August inne.

## Weitere Tätigkeiten
Seit 1990 ist sie ehrenamtlich für nationale und internationale Fachzeitschriften, für Hochschulen und Universitäten sowie für wissenschaftliche Förderprogramme auf Landes- und Bundesebene tätig, u. a. in der Jury des Bund-Länder-Programms Qualitätspakt Lehre und der Forschungsinfrastrukturen, NRW sowie im Kuratorium des Hamburger Stiftungspreises 2025.
Sie war 1998 Gründungsmitglied des Arbeitskreises Chancengleichheit (AKC) der Deutschen Physikalischen Gesellschaft (DPG) und viele Jahre in verschiedenen Gremien der DPG aktiv, u. a. im Fachverband Plasmaphysik, im AKC und im Vorstandsrat. Von 2005 bis 2010 war sie Mitglied und Stellvertretende Sprecherin der hochschulübergreifenden Gemeinsamen Kommission für Frauenforschung, Frauen- und Geschlechterstudien, Gender und Queer Studies in Hamburg.
Von 2007 bis 2023 war sie Mitglied und zeitweise Stellvertretende Vorsitzende bzw. Vorsitzende der Vertreterversammlung des Studierendenwerks Hamburg. Ehrenamtlich engagierte sie sich von 2008 bis 2025 als Mitglied in verschiedenen Gremien der Akkreditierungsagentur ASIIN e.V. und von 2011 bis 2023 im Vorstand des Vereins Luftfahrtcluster Metropolregion Hamburg e.V., hier gründete sie 2013 das Netzwerk Hamburg Aviation WoMen.
Sie war ab 2014 als Gründungsmitglied und später als Aufsichtsratsvorsitzende maßgeblich am Aufbau der Hamburg Open Online University beteiligt. Außerdem war sie in den Steuerungsgruppen und Vorständen verschiedener Vereine und Projekte an der HAW Hamburg aktiv.
Darüber hinaus ist sie seit 2009 Mitglied im Übersee-Club Hamburg.
Sie ist seit 2016 Mitglied im Akkreditierungsausschuss des Wissenschaftsrates.
Im Bündnis „Lehre hoch n“ engagiert sie sich seit dessen Beginn in 2010 für die Lehr- und Organisationsentwicklung an Hochschulen. Seit 2014 ist sie ehrenamtlich Mitglied im Kuratorium der Initiative Naturwissenschaft und Technik (NAT), seit 2024 als Kuratoriumsvorsitzende.
Im Juli 2023 wurde sie als ständiger Gast in den Akkreditierungsrat berufen, seit März 2025 als Stellvertretendes Mitglied.

## Auszeichnungen
- 2011: DPG-Ehrennadel
- 2012: Zitronenjette des Landesfrauenrat Hamburg wegen ihres langjährigen ehrenamtlichen Engagement für die Chancengerechtigkeit von Mädchen und Frauen in den MINT-Fächern[14]
- 2024:  IDEA-Ehrenpreis (Innovation in Digital Equality Award) der Freien und Hansestadt Hamburg, wegen ihrer Verdienste für die Gleichstellung von Frauen im digitalen Raum[15][9]

## Publikationen (Auswahl)
- Monika Bessenrodt-Weberpals (geb. Bessenrodt): Diagnostik der Teilchendynamik eines Niederdruck-Lichtbogenplasmas (Dissertation). Universität Düsseldorf, Düsseldorf 1984, DNB 860553639.
- Monika Bessenrodt-Weberpals: Analyse und Optimierung des Randschichtplasmas ohmscher Tokamakentladungen. Max-Planck-Institut für Plasmaphysik, Garching bei München 1990, DNB 910179387.
- Corinna Kausch, Barbara Sandow, Monika Bessenrodt-Weberpals, Silke Bargstaedt-Franke: The Status of Women in Physics in Germany. Band 628. AIP, 2002, S. 163–164, doi:10.1063/1.1505313.
- Monika Bessenrodt-Weberpals: Physikerinnen in Deutschland: Potenzial und Fakten. In: Physik Journal. Band 2, Nr. 11, November 2003, ISSN 1617-9439, S. 31–35 (pro-physik.de).
- Monika Bessenrodt-Weberpals: Geschlechtergerechtes Lehren und Lernen in Naturwissenschaft und Technik. Aktiv, kooperativ und authentisch durch Kontextorientierung und reflexive Koedukation. In: Carmen Leicht-Scholten (Hrsg.): Gender and Science: Perspektiven in den Natur- und Ingenieurwissenschaften. transcript Verlag, Bielefeld 2007, ISBN 978-3-89942-674-8, S. 147–156, doi:10.14361/9783839406748-009.
- Monika Bessenrodt-Weberpals, Stefanie Fuleda, Beate Hamer, Haiko Wandhoff (Hrsg.): Coaching als Türöffner für gute Lehre: Auf dem Weg zu einer studierendenzentrierten Lehr- und Lernkultur (= Grundlagen der Weiterbildung). Ziel Verlag, Augsburg 2014, ISBN 978-3-940562-98-2.